# Dallara F307
Dallara F307 – samochód wyścigowy projektu i konstrukcji Dallary, skonstruowany w 2007 roku. Napędzany był przez jednostki Mercedes, Mugen, Opel oraz Volkswagen. Uczestniczył m.in. w edycjach: australijskiej, brytyjskiej, japońskiej, niemieckiej oraz Formule 3 Euro Series.